# Трушляков Євген Іванович
Трушляков Євген Іванович (нар. 11 червня 1963, Миколаїв, Україна) — ректор Національного університету кораблебудування імені адмірала Макарова, доктор наук, професор НУК.

## Біографія
У 1986 р. з відзнакою закінчив Миколаївський кораблебудівний інститут за спеціальністю «Холодильні та компресорні машини і установки». Того ж року почав працювати в МКІ.
Пройшов шлях інженера НДЧ, молодшого наукового співробітника, наукового співробітника, асистента, доцента, заступника завідувача кафедри і керівника спеціалізації.
З 1994 р. — кандидат технічних наук, з 1995 р. — доцент кафедри кондиціювання та рефрижерації, з 2011 р. — професор НУК. З 1993 р. по 2002 р. — заступник декана машинобудівного факультету, з 2000 р. по 2002 р. — відповідальний секретар приймальної комісії УДМТУ ім. адм. Макарова, у 2009—2010 рр. — начальник відділу міжнародного співробітництва. У 2004—2007 рр. навчався у докторантурі НУК ім. адм. Макарова. З лютого 2010 р. — проректор з науково-педагогічної роботи та міжнародної діяльності (перший заступник ректора).
Наказом МОН України України від 06.06.2018 р. № 240-к Є. І. Трушлякова призначено ректором Національного університету кораблебудування імені адмірала Макарова як обраного за конкурсом відповідно до статті 42 Закону України «Про вищу освіту»
Кандидат в майстри спорту з плавання, фахівець з дайвінгу, всебічно підтримує розвиток спорту і підготовку олімпійців.

## Наукова діяльність
Наукові інтереси Є. І. Трушлякова охоплюють такі напрямки, як забезпечення життєдіяльності людини в замкнутих екосистемах, моделювання та ефективність систем кондиціонування, регенерації та життєзабезпечення; якість середовища мешкання та життєпридатність гермооб'єктів; теорія катастроф та її прикладне використання; безпека у надзвичайних ситуаціях, екологія Світового океану та ін.
Автор понад 100 наукових та навчально-методичних праць, серед яких три навчальних посібники, чотири підручники з відповідним грифом Міністерства освіти і науки України.
За участі Є. І. Трушлякова університет нарощує обсяги підготовки іноземних фахівців, розширює тематику міжнародних досліджень. За термін його роботи проректором (2010—2018 рр.) НУК ім. адм. Макарова увійшов в топ-10 українських технічних університетів за кількістю іноземних студентів. Є. І. Трушляков бере участь у міжнародних наукових конференціях та семінарах в США, Італії, Польщі, Китаї, Німеччині, Франції.
У 1998—1999 рр. за програмою наукових обмінів ім. Фулбрайта Є. І. Трушляков проводив наукові дослідження та викладав у Мічиганському університеті (США). У 2005 р. читав курс лекцій для фахівців у Харбінському інженерному університеті (Китай), у 2014 р. проводив дослідження в Мічиганському університеті за підтримки фонду Вайзера, у 2016—2017 рр. викладав в Університеті науки та технологій провінції Джянсу (JUST, Китай).
Є. І. Трушляков бере активну участь у громадській роботі, зокрема, в діяльності українського Фулбрайтівського кола. Він академік Міжнародної Академії холоду та член-кореспондент Академії наук суднобудування України, член директорату Міжнародної організації співробітництва в морській архітектурі та морській інженерії (ICNAME), член Американської спілки інженерної освіти, заступник голови Вченої ради НУК ім. адм. Макарова, член науково-технічної ради НУК ім. адм. Макарова.

## Нагороди
Нагороджений почесними грамотами та дипломами: МОНУ (2002 р.), голови Миколаївської ОДА (1997 р., 1999 р.), подякою міського голови (2011 р.), знаком «Відмінник освіти України» (2002 р.), Відзнакою Миколаївської обласної ради II ступеня за заслуги перед Миколаївщиною (2019 р.)
У 2008 р. Є. І. Трушлякова відзначено як «Кращого науково-педагогічного працівника» (номінація «Вища освіта»), у 2016 р. — національним сертифікатом «Спеціаліст року».
У 2016 р. Є. І. Трушлякова визнано Почесним професором-експертом Університету науки та технологій провінції Джансу (JUST, Китай).
«Людина року» — «Городянин року» — 2019 у номінації «Наука і вища школа».

## Праці
1. Исследование характеристик рекуперативного теплообменника в системах кондиционирования газовых смесей / Ф. А. Чегринцев, Н. А. Симоненко, С. М. Литвак, Е. И. Трушляков // Теплоэнергетика и хладотехника: сб. науч. тр. НКИ. — Николаев: НКИ, 1987. — С. 23–32.
2. Трушляков, Е. И. О перспективах применения магнитной жидкости для капсулирования электродвигателей газонагнетателей / Е. И. Трушляков // Электрооборудование судов: сб. науч. тр. НКИ. — Николаев: НКИ, 1992. — С. 52–57.
3. Трушляков, Е. И. Эффективность систем аварийной тепловой защиты акванавтов с теплоаккумулирующими нагревателями фазового перехода: дис. … канд. техн. наук : 05.08.05 / Е. И. Трушляков ; НКИ ; науч. рук. Ю. В. Захаров, В. Д. Левенберг. — Николаев: НКИ, 1994. — 200 с.
4. The problem of synthesis of the most effective system for supporting a heat balance in a diving chamber of the hyperbaric lifeboat / O. A. Kozyrko, Y. V. Zacharov, P. A. Chegrintsev, E. I. Trushliakov // The Seventh Intern. Offshore and Polar Engineering Conf. — Honolulu, 1997.
5. Trushliakov, Е. I. Design considerations and peculiarities for hyperbaric mannedsubmersibles life support systems / E. I. Trushliakov // Oceans'99. MTS/IEEE. Riding the Crest into the 21st Century. Conference and Exhibition. Conference Proceedings (IEEE Cat. No. 99CH37008). — 1999. — Vol. 3. — P. 1531. — DOI : 10.1109/OCEANS.1999.800227.
6. Trushliakov, Е. I. Forecasting Life Support Systems Functional Condition / E. I. Trushliakov // 35th Intern. Conf. on Environmental Systems (ICES). — Rome, Italy, 2005. — DOI : 10.4271/2005-01-2921.
7. Trushliakov, Е. I. Indoor Air Comfort for Human Life Support in Living Compartments of Manned Submersibles / E. I. Trushliakov // 36th Intern. Conf. on Environmental Systems (ICES). — Norfolk, Virginia, 2006. — DOI : https://doi.org/10.4271/2006-01-2154.
8. Суднова енергетика та Світовий океан: підручник / В. М. Горбов, І. О. Ратушняк, О. К. Чередніченко, Є. І. Трушляков ; за ред. В. М. Горбова. — Миколаїв: НУК, 2007. — 596 с. + електрон. копія.
9. Трушляков, Е. И. Особенности проблемы предотвращения загрязнения Мирового океана кораблями военно-морских сил / Е. И. Трушляков, И. А. Ратушняк // Материалы V междунар. конф. «Сотрудничество для решения проблемы отходов». — Харьков, 2008. — С. 37–41.
10. Enhancing performance of air conditioning system in current climatic conditions / E. Trushliakov, M. Radchenko, A. Radchenko, S. Kantor // Heat transfer and renewable sources of energy Intern. Conf. — China, 2018. — Р. 221—227.
11. Statistical approach to improve the efficiency of air conditioning system performance in changeable climatic conditions / E. Trushliakov, M. Radchenko, A. Radchenko, S. Kantor, Y. Zongming // The 5th Intern. Conf. on Systems and Informatics (ICSAI, 2018). — Jiangsu, Nanjing, China, 2018. — Р. 1303—1307.
12. Трушляков, Є. І. Методологічний підхід до енергозаодщаджувального холодопостачання систем кондиціювання повітря адаптацією до поточних кліматичних умов / Є. І. Трушляков // Авиационно-космическая техника и технология. — 2018. — № 4 (148). — С. 58–62.